# سورين كيركغور
سورين كيركغور (باللغة الدنماركية:Søren Kierkegaard، ويُكتَب بالعربية أيضاً كيركيغارد أو كيركغارد أو كيركجارد أو كيركيجارد)؛ (5 مايو 1813م - 11 نوفمبر 1855م)، سورين أباي كيركغور أو كيركغارد (5 مايو 1813- 11 نوفمبر 1855) هو فيلسوف دنماركي، ولاهوتي، وشاعر، وناقد اجتماعي، ومؤلف ديني، ويُعتبر على نطاق واسع أول فيلسوف وجودي. كتب نصوصاً نقدية حول الدين المنظم، والمسيحية، والأخلاق، وعلم النفس، وفلسفة الدين، مظهرًا في ذلك حبًا للاستعارات والسخرية والأمثال. تتعامل الكثير من أعماله الفلسفية مع القضايا التي تناقش كيف يعيش المرء «كفرد منفرد»، مع إعطاء الأولوية للواقع الإنساني الملموس على التفكير المجرد وإبراز أهمية الاختيار الشخصي والالتزام. كان ضد النقاد الأدبيين الذين حددوا المثقفين والفلاسفة المثاليين في عصره، واعتقد أن الباحثين فهموا هؤلاء الفلاسفة: سفيدنبوري، وهيجل، وفيشته، وشيلن، وشليجل بشكل أسرع من اللازم.
يركز العمل اللاهوتي لكيركغور على الأخلاقيات المسيحية، ومؤسسة الكنيسة، والاختلافات بين البراهين الموضوعية البحتة للمسيحية، والتمييز النوعي اللانهائي بين الإنسان والله، وعلاقة الفرد الذاتية بيسوع المسيح الإنسان-الإله التي تأتي عن طريق الإيمان. يتعامل الكثير من أعماله مع الحب المسيحي. كان ينتقد بشدة تطبيق المسيحية كدين للدولة، وخاصةً ما تفعله كنيسة الدنمارك. استكشف عمله النفسي عواطف الأفراد ومشاعرهم عند مواجهتهم خيارات الحياة.
كتب كيركغور أولى أعماله تحت أسماء مستعارة مختلفة استخدمها لتقديم وجهات نظر مميزة ولتتفاعل مع بعضها البعض في حوار معقد. استكشف المشكلات المعقدة خصوصًا من وجهات نظر مختلفة، كل منها تحت اسم مستعار مختلف. وكتب العديد من الخطابات التأسيسية باسمه الحقيقي وأهداها إلى «الفرد المنفرد» الذي قد يرغب في اكتشاف معنى أعماله. ومن أبرز ما كتب: «يريد العلم والبحث الدراسي تعليمنا أنّ الموضوعية هي الطريق. بينما تعلّم المسيحية أن الطريق الصحيح هو أن تكون ذاتيًا، أن تصبح فاعلًا.» بينما يمكن للعلماء أن يتعلموا عن العالم من خلال الملاحظة، نفى كيركغور بشكل قاطع أن يكون للملاحظة قدرة على اكتشاف الأعمال الداخلية لعالم الروح.
تشمل بعض الأفكار الأساسية لكيركغور مفهوم «الحقائق الذاتية والموضوعية»، وفارس الإيمان، وثنائية التذكر والتكرار، والقلق المشوب بالذنب، والتمييز النوعي اللانهائي، والإيمان كشغف، والمراحل الثلاث على طريق الحياة. كتب كيركغور باللغة الدنماركية وكان استقبال عمله يقتصر في البداية على الدول الاسكندنافية، ولكن مع بداية القرن العشرين، تُرجمت كتاباته إلى الفرنسية والألمانية وغيرها من اللغات الأوروبية الرئيسية الأخرى. وبحلول منتصف القرن العشرين، مارس فكره تأثيرًا كبيرًا على الفلسفة، واللاهوت، والثقافة الغربية.
الأعمال الرئيسيّة الخاصة به: 1. الخوف والارتعاد (Fear and Trembling). 2. إما - أو (Either - or). 3. The sickness unto death المرض القاتل. 4. Repetition أو التكرار. وله عدّة أعمال أخرى أيضا مثل الخلاصة الفلسفيّة.

## النشأة (1813-1836)
ولد كيركغور لعائلة ثرية في كوبنهاغن. عملت والدته «آن سورنسداتر لوند كيركغور» كخادمة في المنزل قبل الزواج من والده «مايكل بيدرسن كيركغور». كانت شخصية متواضعة، وهادئة، وبسيطة، وغير متعلمة رسمياً، لكن حفيدتها «هنرييت لوند»، كتبت أنها «مارست النفوذ بفرح وحمت سورين وبيتر مثل دجاجة تحمي فراخها». كان لها تأثير على أطفالها، حتى أن بيتر قال في وقت لاحق أنّ شقيقه حافظ على الكثير من كلمات والدته في كتاباته. والده، من ناحية أخرى، كان تاجر صوف من يوتلاند. قرأ كيركغور وهو شاب فلسفة كريستيان وولف. فضّل أيضًا كوميديا لودفيغ هولبيرغ، وكتابات جورج يوهان هامان، وغوثولد إفرايم ليسينج، وإدوارد يونغ، وأفلاطون، وخاصة تلك التي تشير إلى سقراط.
منذ عام 1821 وحتى عام 1830، التحق كيركغور بمدرسة الفضيلة المدنية، حيث درس اللغة اللاتينية والتاريخ من بين مواد أخرى. وتابع في دراسة اللاهوت في جامعة كوبنهاغن. كان لديه القليل من الاهتمام بالأعمال التاريخية، ولم ترضه الفلسفة، ولم يتمكن من رؤية نفسه «مكرسًا للتخمين». قال: «ما أحتاج أن أقوم به فعلًا هو أن أكون واضحًا بشأن ماذا عليّ أن فعل، وليس ماذا يجب أن أعرف». أراد أن «يعيش حياة إنسانية كاملة وليس حياةً من المعرفة فحسب». لم يكن كيركغور يريد أن يكون فيلسوفًا بالمعنى التقليدي أو الهيغلي، ولم يكن يريد التبشير بمسيحيةٍ وهمية. «لكنه تعلم من والده أنه يمكن للمرء أن يفعل ما يشاء، وحياة والده لم تنقض هذه النظرية».

### يومياته
وفقًا لصموئيل هوغو بيرجمان، «تُعد يوميات كيركغور واحدة من أهم المصادر اللازمة لفهم فلسفته». كتب كيركغور أكثر من 7,000 صفحة في يومياته عن الأحداث، والتأملات، والأفكار حول أعماله وملاحظاته اليومية. حُررت المجموعة الكاملة من اليوميات الدنماركية ونُشرت في 13 مجلداً مكونًا من 25 غلافًا منفصلًا بما في ذلك الفهارس. حرر النسخة الإنجليزية الأولى من اليوميات ألكساندر درو في عام 1938.

أراد كيركغور أن تكون خطيبته «ريجين» صديقته المقربة، ولكنه اعتبر ذلك أمرًا مستحيل الحدوث، لذا ترك الأمر «للقارئ، ذلك الفرد المنفرد» ليصبح صديقه المقرب. كان يتساءل ما إذا أمكن للمرء أن يكون لديه صديق مقرب روحي. وكتب ما يلي في حاشيته الختامية:
«فيما يتعلق بالحقيقة الأساسية، فالعلاقة المباشرة بين الروح والروح أمر غير معقول. إذا افتُرض وجود علاقة كهذه، فهذا يعني في الواقع أن الطرف توقف عن كونه روحًا».
كانت يوميات كيركغور مصدرًا للعديد من الأمثال والحكم المنسوبة إلى هذا الفيلسوف. المقطع التالي، العائد إلى 1 أغسطس عام 1835، هو ربما من أكثر أقواله استخدامًا وشكّل اقتباسًا رئيسيًا للدراسات الوجودية:
«ما أحتاجه حقًا هو أن أكون واضحًا بشأن ما يجب أن أفعله، وليس ما يجب أن أعرفه، إلا فيما يتعلق بالمعرفة التي تسبق كل فعل. ما يهم هو إيجاد غاية، لمعرفة ما الذي يريد مني الله حقًا أن أفعله؛ الشيء المهم هو العثور على الحقيقة التي هي حقيقة بالنسبة لي، لإيجاد الفكرة التي أنا على استعداد للعيش والموت من أجلها».

### ريجين أولسن وتخرجه
من أهم جوانب حياة كيركغور -والتي يُرَى أنها أثرت كثيرًا على أعماله- خطبته المفسوخة مع ريجين أولسن (1822-1904). التقى كيركغور وأولسن في 8 مايو عام 1837 وانجذبا إلى بعضهما البعض على الفور، ولكن وفي وقت قريب من 11 أغسطس 1838 كان لكيركغور رأي آخر. وفي يومياته، كتب كيركغور بشكل مثالي عن حبه لها.
في 8 سبتمبر 1840، تقدم كيركغور بطلب الزواج رسميًا من أولسن. ولكنه سرعان ما شعر بخيبة أمل من توقعاته. فسخ الخطوبة في 11 أغسطس 1841، رغم الاعتقاد العام بأن الاثنَين كانا غارقَين في الحب. في يومياته، أشار كيركغور إلى اعتقاده بأن «سوداويته» تجعله غير مناسب للزواج، ولكن يبقى دافعه المحدد لإنهاء الخطوبة غير واضح. في وقت لاحق، كتب كيركغور: «أنا مدين بكل شيء لحكمة رجل عجوز ولبساطة فتاة صغيرة.» ويُقال إن الرجل العجوز في هذا البيان هو والده والفتاة هي أولسن. قال عنه مارتن بوبر: «لم يتزوج كيركغور في تحدٍ منه للقرن التاسع عشر بأكمله». قال الجميع إنه من واجب كل شخص أن يتزوج، ولكن كيركغور عارض ذلك.
حوّل كيركغور انتباهه إلى امتحاناته. في 29 سبتمبر 1841، قدم كيركغور أطروحته ودافع عنها: حول مفهوم المفارقة مع الإشارة المستمرة إلى سقراط. رأت لجنة الجامعة أطروحته جديرة بالملاحظة ومدروسة، ولكن غير رسمية، وفكاهية بالنسبة لأطروحة أكاديمية جادة. تناولت الأطروحة السخرية ومحاضرات شيلن لعام 1841، والتي حضرها كيركغور مع ميخائيل باكوني، وجاكوب بوركهارت، وفريدريك إنجلز؛ وأخذ لاحقًا كل واحد منهم منظورًا مختلفًا.
تخرج كيركغور من الجامعة في 20 أكتوبر 1841 مع ماجستير في الآداب. كان قادرًا على تمويل تعليمه ومعيشته وعدة منشورات من أولى أعماله بواسطة ميراث أسرته البالغ نحو 31,000 ريغسدالر (عملة الدنمارك في ذلك الوقت).

## روابط خارجية
- سورين كيركغور على موقع IMDb (الإنجليزية)
- سورين كيركغور على موقع الموسوعة البريطانية (الإنجليزية)
- سورين كيركغور على موقع ميوزك برينز (الإنجليزية)
- سورين كيركغور على موقع إن إن دي بي (الإنجليزية)
- سورين كيركغور على موقع ديسكوغز (الإنجليزية)